# XVIII Congreso del Partido Comunista de la Unión Soviética
El XVIII Congreso del Partido Comunista de la Unión Soviética se celebró entre el 10 y el 21 de marzo de 1939 en la ciudad de Moscú, entonces capital de la Unión Soviética. Este Congreso del Partido Comunista soviético fue el primero realizado después de la Gran Purga, donde Iósif Stalin depuró al partido de elementos hostiles a la línea del Partido, así como contra del sistema socialista del gobierno soviético.

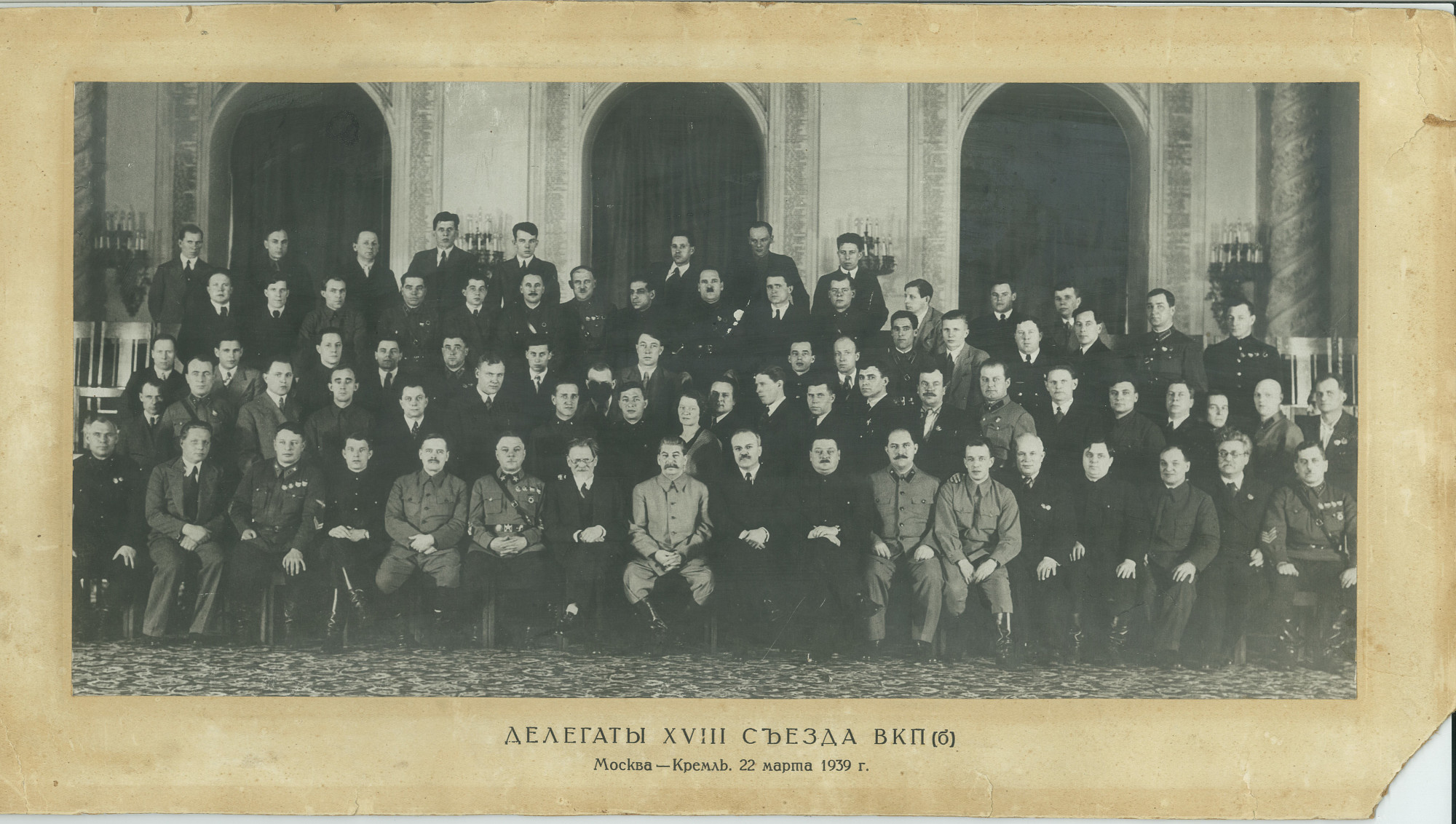
Delegados del Krai de Primorie en el XXVIII Congreso, Kremlin de Moscú, 22 de marzo de 1939.

El congreso, idealmente la máxima autoridad dentro de la vida del partido, representó el último que se realizara por más de una década y el último anterior a la Segunda Guerra Mundial y sus terribles consecuencias. El liderazgo "purificado" desarrolló sus posturas en contra de las democracias occidentales, al ser criticadas por Stalin por su incompetencia en llegar a un acuerdo de seguridad colectiva, ante la amenaza de Alemania.
Según Paul Flewers, el discurso de Stalin en el XVIII Congreso del Partido Comunista de la Unión Soviética el 10 de marzo de 1939 descartaba cualquier ambición alemana respecto a la Unión Soviética. Stalin declaró que había que "ser cauto y no permitir que nuestro país sea arrastraso a conflictos por los belicosos que están acostumbrados a que otros les saquen las castañas del fuego". Era un aviso a las potencias occidentales para que diesen por descontado el apoyo soviético. Flewers indica que “Stalin estaba insinuando públicamente y de manera poco sutil que no se podía descartar algún tipo de acuerdo entre la Unión Sovética y Alemania.”   Del mismo modo, el nombramiento de Viacheslav Mólotov en sustitución de Maksim Litvínov el 3 de mayo sería una señal a Alemania de que la Unión Soviética estaba dispuesta a estudiar sus propuestas.
Se criticó al ministro de relaciones exteriores Maksim Litvínov por no ser capaz de llegar a acuerdos respecto al papel de la URSS en el orden europeo, y fue posteriormente remplazado por Viacheslav Mólotov. La llegada de este último a la dirección de las relaciones internacionales significaría el establecimiento del pacto entre Hitler y Stalin que se materializó en el Pacto Ribbentrop-Mólotov firmado en agosto del mismo año.